# Adam Gęszka
Adam Gęszka (ur. 15 grudnia 1935 w Katowicach, zm. 11 sierpnia 2022) – polski kolarz, medalista mistrzostw Polski, trener kolarstwa

## Życiorys
Startował w barwach klubu Gwardia Katowice. Jego największym osiągnięciem w karierze sportowej było wicemistrzostwo Polski w wyścigu ze startu wspólnego (1964) oraz zwycięstwa w Wyścigu Dookoła Warmii i Mazur (1957) Wyścigu Dookoła Mazowsza w 1959. W 1965 wygrał I etap Tour de Pologne.
Po zakończeniu kariery sportowej pracował jako trener, m.in. jako trener-koordynator w Śląskim Związku Kolarskim.